# شيرمان فيرتشايلد
شيرمان فيرتشايلد (بالإنجليزية: Sherman Fairchild)‏ هو خبير مالي ومهندس وشخصية أعمال ومخترِع أمريكي، ولد في 7 أبريل 1896 في أونيونتا في الولايات المتحدة، وتوفي في 28 مارس 1971 في نيويورك في الولايات المتحدة.